# Алерона
Алеро̀на (на италиански: Allerona) е село и община в Централна Италия, провинция Терни, регион Умбрия. Разположено е на 472 m надморска височина. Населението на общината е 1859 души (към 2010 г.).